# Fritz Rasp

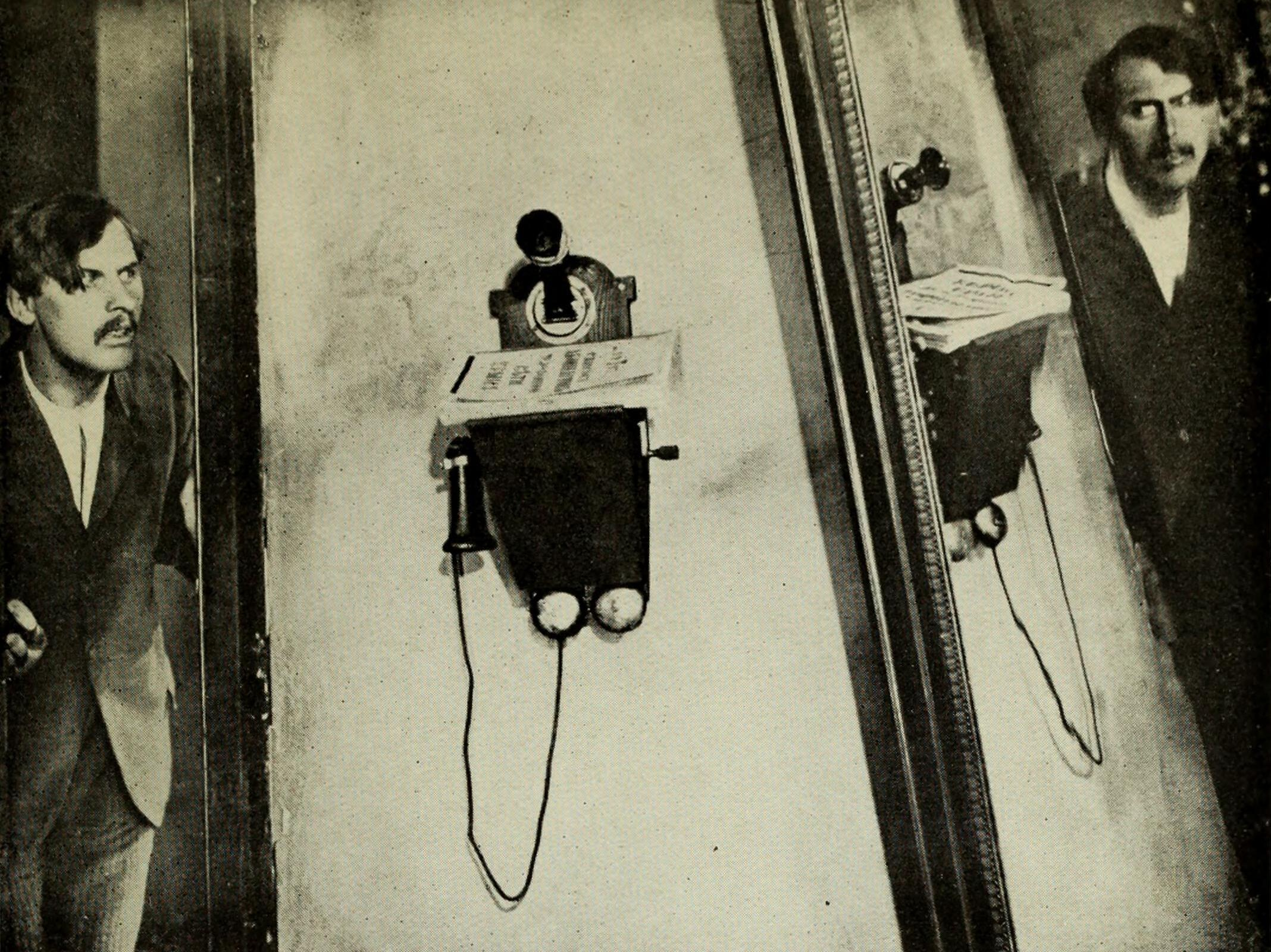
Fritz Rasp im Film Die Liebe der Jeanne Ney 1927

Fritz Heinrich Rasp (* 13. Mai 1891 in Bayreuth; † 30. November 1976 in Gräfelfing) war ein deutscher Schauspieler und Hörspielsprecher, der vor allem durch seine zahlreichen Rollen als „Filmschurke“ bekannt wurde. Sein schauspielerisches Schaffen deckte ein breites Feld ab, das vom Theaterschauspieler bei Max Reinhardt bis zu Filmen wie Metropolis und Emil und die Detektive reichte.

## Leben
Rasp wuchs als 13. Kind des Bezirksgeometers Daniel Rasp und seiner Frau Auguste (geb. Grähl) im Haus Luitpoldplatz 1 in Bayreuth auf. Er besuchte die Königlich Bayerische Studienanstalt in der Friedrichstraße, den damaligen Standort des heutigen Gymnasium Christian-Ernestinum. Von 1908 bis 1909 lernte er sein Handwerk an einer Münchener Theaterschule. Er überwand einen Sprachfehler und seinen ostfränkischen Dialekt. 1909 erfolgte sein Bühnendebüt am Schauspielhaus in München. Danach schlossen sich Engagements an Theatern in Swinemünde, Tilsit unter Francesco Sioli, in Detmold und Bromberg an. Zu dieser Zeit begann auch Rasps Freundschaft mit dem späteren Iffland-Ring-Träger Werner Krauß.
Im Mai 1914 bekam Rasp einen Fünfjahresvertrag bei Max Reinhardt am Deutschen Theater in Berlin. 1915/16 arbeitete der Schauspieler erstmals für den Film, bald schon mit bekannten Regisseuren wie Ernst Lubitsch und Paul Wegener. Von 1916 bis 1918 stand Rasp im Militärdienst, danach arbeitete er wieder bei Max Reinhardt. Die Stationen bis 1924 waren: das Metropoltheater, das Kleine Schauspielhaus und erneut das Deutsche Theater. Ab 1924 agierte er als freier Schauspieler an verschiedenen Berliner Bühnen, 1922 begann Rasps eigentliche Filmkarriere; so wirkte er auch in Fritz Langs Stummfilmopus Metropolis mit (als: der Schmale). An der Seite der legendären Louise Brooks spielte er 1929 in dem Sozialdrama Tagebuch einer Verlorenen. Der russische Schriftsteller Ilja Ehrenburg schrieb rückblickend über Rasps Arbeit in Die Liebe der Jeanne Ney: „Von den Schauspielern gefiel mir Fritz Rasp. Er sah aus wie ein Erzhalunke. Als er die Hure in den Arm biß und statt eines Wundpflasters einen Dollar auf die Wunde legte, vergaß ich, daß ich einen Schauspieler vor mir hatte. […] Er spielte Schurken, aber er hatte ein weiches, fast sentimentales Gemüt. Ich nannte ihn Jeanne.“
Als Bühnenschauspieler war Fritz Rasp auf kein spezielles Fach festgelegt, der Filmschauspieler Rasp war jedoch „mit seiner hageren, asketischen Gestalt“ schnell auf „düstere Figuren, Verführer, feige Verräter und Ganoven“ (Volker Wachter) abonniert. Er wurde zum Erzschurken des deutschen Films; unvergessen seine Darstellung des Diebs Grundeis in Emil und die Detektive (der Erstverfilmung 1931 von Erich Kästners Kinderbuch). Rasp gab ebenso doppelbödige Figuren wie treusorgende Familienväter, Terroristen und Polizeispitzel in einer Person (Lockspitzel Asew von Phil Jutzi). 1938 warf er als wortkarger Indianerkomparse („Zittere, Bleichgesicht!“) Messer auf den Ufa-Star Heinz Rühmann in dem Film Nanu, Sie kennen Korff noch nicht?.
Nach dem Zweiten Weltkrieg drehte er bereits 1946 wieder Filme, zunächst für die DEFA, und trat auch wieder in Berliner Theatern auf. Ab 1951 war er an westdeutschen Bühnen engagiert, unter anderem am Bayerischen Staatsschauspiel in München. Hatte Fritz Rasp in den 30er Jahren bereits in den Edgar-Wallace-Verfilmungen Der Zinker und Der Hexer mitgewirkt, so erwies er sich auch für die Neuauflage westdeutscher Wallace-Filme ab 1959 als adäquater Darsteller: Bereits mit der ersten Wallace-Adaption Der Frosch mit der Maske war er wiederholt in Filmen dieses Genres zu sehen. Im Jahr 1963 erhielt er das Filmband in Gold für sein langjähriges und hervorragendes Wirken im deutschen Film. 1971 sah man Rasp in der Folge Frankfurter Gold der Fernsehserie „Tatort“. Zuletzt stand Rasp 1974 für die politische Senioren-Komödie Lina Braake vor der Kamera, die zwei altgediente Brecht-Darsteller in einem gemeinsamen Kinofilm vereinte: Lina Carstens hatte die erste Mutter Courage auf der Bühne gegeben, Rasp in der ersten Tonfilmversion der Dreigroschenoper den Peachum.
Auch als Hörspielsprecher war er an sehr vielen Produktionen beteiligt. In den ersten Nachkriegsjahren vorwiegend in Berlin beim dortigen Studio des NWDR. Danach arbeitete er vorwiegend für den Bayerischen Rundfunk in München. Er wurde in den unterschiedlichsten Genres besetzt. So konnte man seine Stimme in zahlreichen Klassikern, Krimis und Komödien hören.
Im Jahr 1972 gab Rasp im Dokumentarfilm Fritz Rasp erzählt, von Hans-Michael Bock und Rudolf Körösi, Auskunft über sein Leben.
Fritz Rasp verstarb 1976 im Alter von 85 Jahren an einer Krebserkrankung, bis zuletzt hatte er als Schauspieler gearbeitet. Sein Grab befand sich auf dem Friedhof von Gräfelfing. Fritz Rasp hatte fünf Kinder aus drei Beziehungen. Aus seiner ersten Beziehung mit der Sängerin Melanie Stein (1884–1961) hatte er eine Tochter, Ilse Rasp (verh. Wölker) (1910–1992). In erster Ehe war Fritz Rasp mit Eva Hollaender, einer Tochter des Dramaturgen Felix Hollaender, verheiratet. Der erste Sohn aus dieser Ehe verstarb im Säuglingsalter, der zweite Sohn, Andreas Rasp (1921–2013) war Gymnasiallehrer und Dichter. Fritz Rasp war in zweiter Ehe mit Charlotte (geb. Petermann 1904–1993) verheiratet. Aus dieser Ehe stammen sein Sohn Gerd Rasp und seine Tochter, die Schriftstellerin Renate Rasp (1935–2015).

## Filmografie
- 1916: Schuhpalast Pinkus
- 1917: Hans Trutz im Schlaraffenland
- 1922: Das verschwundene Haus
- 1922: Jugend
- 1923: Time Is Money
- 1923: Zwischen Abend und Morgen
- 1923: Schatten
- 1923: Der Mensch am Wege
- 1924: Komödianten
- 1924: Die Puppe vom Lunapark
- 1924: Arabella. Der Roman eines Pferdes
- 1925: Ein Sommernachtstraum
- 1925: Qualen der Nacht
- 1925: Menschen am Meer
- 1925: Götz von Berlichingen zubenannt mit der eisernen Hand
- 1925: Das Haus der Lüge
- 1926: Überflüssige Menschen
- 1926: Die Waise von Lowood
- 1926: Der Liebe Lust und Leid
- 1927: Kinderseelen klagen euch an
- 1927: Die Liebe der Jeanne Ney
- 1927: Der letzte Walzer
- 1927: Der geheimnisvolle Spiegel
- 1927: Metropolis
- 1928: Schinderhannes
- 1928: Spione
- 1928: Die Carmen von St. Pauli
- 1929: Frau im Mond
- 1929: Tagebuch einer Verlorenen
- 1929: Frühlings Erwachen
- 1929: Die Drei um Edith
- 1929: Der Hund von Baskerville
- 1930: Dreyfus
- 1930: Die große Sehnsucht
- 1930: Der Mörder Dimitri Karamasoff
- 1931: Die Dreigroschenoper
- 1931: Emil und die Detektive
- 1931: Die Vier vom Bob 13
- 1931: Die Pranke
- 1931: Der Zinker
- 1932: Die grausame Freundin
- 1932: Der Hexer
- 1932: Der sündige Hof
- 1933: Der Schuß am Nebelhorn
- 1933: Der Judas von Tirol
- 1933: Altgermanische Bauernkultur
- 1934: Lockspitzel Asew
- 1934: Klein Dorrit
- 1934: Grenzfeuer
- 1934: Charleys Tante
- 1934: Lockvogel
- 1936: Onkel Bräsig
- 1937: Der Hund von Baskerville
- 1937: Togger
- 1937: Einmal werd’ ich Dir gefallen
- 1938: Nanu, Sie kennen Korff noch nicht?
- 1939: Leidenschaft
- 1939: Frau im Strom
- 1939: Es war eine rauschende Ballnacht
- 1941: Alarm
- 1943: Paracelsus
- 1946: Irgendwo in Berlin
- 1950: Skandal in der Botschaft
- 1952: Haus des Lebens
- 1953: Hokuspokus
- 1953: Die Mühle im Schwarzwäldertal
- 1955: Der Cornet – Die Weise von Liebe und Tod
- 1959: Der Frosch mit der Maske
- 1959: Kasimir und Karoline
- 1960: Der rote Kreis
- 1960: Die Bande des Schreckens
- 1960: Das schwarze Schaf
- 1960: Am grünen Strand der Spree, 4. Teil
- 1961: Die seltsame Gräfin
- 1961: Das Rätsel der roten Orchidee
- 1962: Das schwarz-weiß-rote Himmelbett
- 1963: Erotikon – Karussell der Leidenschaften
- 1965: Dr. med. Hiob Prätorius
- 1971: Tatort: Frankfurter Gold
- 1971: Der Kommissar: Tod eines Ladenbesitzers
- 1972: Fritz Rasp erzählt
- 1972: 18 Bilder mit der Hand
- 1973: Erlebte Filmgeschichte – Fritz Rasp
- 1973: Die große Rolle: 2. Jud Süß – die Alptraumrolle
- 1975: Lina Braake oder Die Interessen der Bank können nicht die Interessen sein, die Lina Braake hat

## Hörspiele (Auswahl)
- 1946: Carl Zuckmayer: Katharina Knie – Regie: Hannes Küpper (Berliner Rundfunk)
- 1947: John Boynton Priestley: Die fremde Stadt – Bearbeitung und Regie: Hedda Zinner (Berliner Rundfunk)
- 1949: Aristophanes: Lysistrata – Regie: Carlheinz Riepenhausen (Berliner Rundfunk)
- 1949: Bodo Uhse: Der Lastträger – Regie: Carlheinz Riepenhausen (Berliner Rundfunk)
- 1949: Der Schinderhannes (nach Carl Zuckmayer) – Regie: Hannes Küpper
- 1949: Tat und Sühne des Studenten Radionomanowitsch Raskolnikoff – Regie: Robert Adolf Stemmle
- 1949: Der Revisor (nach Nikolai Wassiljewitsch Gogol) – Regie: Boleslaw Barlog
- 1949: Geheimakte CB 200 – Regie: Robert Adolf Stemmle
- 1949: Ein Spiel vom anderen Leben – Regie: Erich Köhler
- 1950: Karl Sonnabend/Werner Hardt: Der himmlische Landverteiler – Regie; Werner Stewe (Berliner Rundfunk)
- 1950: Fünfzig Jahre in fünfzig Minuten – Regie: Curt Goetz-Pflug
- 1950: … lasset alle Hoffnung zurück! – Regie: Curt Goetz-Pflug
- 1950: Don Juans Tod – Regie: Erich Köhler
- 1950: Balzac – Regie: Erich Köhler
- 1950: Die letzte Stunde – Regie: Heinz-Günter Stamm
- 1950: Der Fall Winslow – Regie: Robert Adolf Stemmle
- 1950: Haus des himmlischen Entzückens – Regie: Theodor Steiner
- 1950: Die Ballade vom Frieden – Regie: Otto Kurth
- 1951: Hanneles Himmelfahrt (nach Gerhart Hauptmann) – Regie: Heinz-Günter Stamm
- 1951: Die große Hebammenkunst – Regie: Helmut Brennicke
- 1951: Nein, Herr Gimont – Regie: Heinz-Günter Stamm
- 1951: Der große Nachtgesang – Regie: Heinz-Günter Stamm
- 1951: Der Windhund – Regie: Fritz Benscher
- 1951: Der Sylvesterabend des Herrn Crépin – Regie: Heinz-Günter Stamm
- 1952: Tomek Baran – Regie: Helmut Brennicke
- 1952: Irrlicht – Regie: Helmut Brennicke
- 1952: Auf dem Weg zum Paradies – Regie: Helmut Brennicke
- 1952: Der schwarze Kakadu – Regie: Willy Purucker
- 1952: Das Festbankett – Regie: Heinz-Günter Stamm
- 1952: Nikolai Gogol: Der Revisor (Kreisrichter) – Regie: Walter Ohm (Hörspiel – BR)
- 1952: Die versunkene Glocke (nach Gerhart Hauptmann) – Regie: Heinz-Günter Stamm
- 1953: Carl Zuckmayer: Ulla Winblad oder Musik und Leben des Carl Michael Bellmann – Regie: Walter Ohm (Hörspiel – BR/RB/SWF)
- 1953: Moby Dick – Regie: Helmut Brennicke
- 1953: Das Gespenst von Canterville – Regie: Willy Purucker
- 1953: Ein Weihnachtslied (nach Charles Dickens) – Regie: Heinz-Günter Stamm
- 1954: Leonhard Frank: Die Ursache (Geschworener) – Regie: Walter Ohm (Hörspiel – BR)
- 1954: Das Schicksal gibt Herrn Morris eine Chance – Regie: Heinz-Günter Stamm
- 1954: Germelshausen – Regie: Helmut Brennicke
- 1955: Merlin ist überall – Regie: Helmut Brennicke
- 1955: Die Goldgräber – Regie: Helmut Brennicke
- 1955: Hundert Minuten zu früh – Regie: Heinz-Günter Stamm
- 1956: Schnee auf dem Kilimandscharo (nach Ernest Hemingway) – Regie: Heinz-Günter Stamm
- 1956: Mahatma Gandhi – Regie: Fränze Roloff
- 1956: Die kleine Seejungfrau (nach Hans Christian Andersen) – Regie: Heinz-Günter Stamm
- 1957: Die Ballade vom halben Jahrhundert – Regie: Heinz-Günter Stamm
- 1957: Der Mensch im Schilderhaus – Regie: Heinz-Günter Stamm
- 1957: Das Verhör des Lukullus – Regie: Walter Ohm
- 1957: Giordano Bruno – Regie: Theodor Steiner
- 1957: Der Herr von Toulon – Regie: Heinz-Günter Stamm
- 1957: Hotel Paradiso – Regie: Ulrich Lauterbach
- 1958: Wilhelm Tell (nach Friedrich Schiller) – Regie: Heinz-Günter Stamm
- 1958: Coriolan (nach William Shakespeare) – Regie: Ulrich Lauterbach
- 1958: Die Stunde des Huflattichs (von Günter Eich) – Regie: Fritz Schröder-Jahn
- 1958: Zwei moderne Nô-Spiele – Regie: Helmut Brennicke
- 1958: Götz von Berlichingen mit der eisernen Hand (nach Johann Wolfgang von Goethe) – Regie Heinz-Günter Stamm
- 1959: Das Lied der Drehorgel – Regie: Heinz-Günter Stamm
- 1959: Leokadia – Regie: Heinz von Cramer
- 1959: Die Waise von Lowood – Regie: Heinz-Günter Stamm
- 1960: Dickie Dick Dickens – wieder im Lande – Regie: Walter Netzsch
- 1960: Der ungebetene Gast – Regie: Jörg Franz
- 1960: Tistou mit dem grünen Daumen – Regie: Peter Arthur Stiller
- 1960: Geronimo und die Räuber – Regie: Heinz Günter Stamm
- 1960: Der Eulenschrei – Regie: Walter Knaus
- 1960: Strand der Fremden – Regie: Otto Kurth
- 1960: Wünsche oder Märchen am Arabischen Golf – Regie: Theodor Steiner
- 1960: Peter Voss, der Millionendieb – Regie: Heinz-Günter Stamm
- 1960: Das Käthchen von Heilbronn oder Die Feuerprobe (nach Heinrich von Kleist) – Regie: Heinz-Günter Stamm
- 1961: Die Passagiere – Regie: Heinz-Günter Stamm
- 1961: Das große ABC – Regie: Erich Köhler
- 1961: Ein Sieg des Geistes – Regie: Rolf von Goth
- 1961: Gortstraße – Regie: Walter Ohm
- 1961: Der letzte Ritter – Regie: Rolf von Goth
- 1961: Berlin – Schönhauser Allee – Regie: Erich Köhler
- 1962: Omar und Omar – Regie: Otto Kurth
- 1962: Mr. Blake ist im Bilde – Regie: Rolf von Goth
- 1962: Wang und der Mandarin – Regie: Theodor Steiner
- 1962: Der vertauschte Koffer – Regie: Rolf von Goth
- 1962: Aus einer anderen Welt – Regie: Jörg Franz
- 1962: Raskolnikoff (nach Fjodor Michailowitsch Dostojewski, in einer Bearbeitung von Leopold Ahlsen) – Regie: Hermann Wenninger
- 1962: Der Kardinal von Spanien: – Regie: Heinz Hostnig
- 1963: Der Bussard über uns – Regie: Peter Schulze-Rohr
- 1963: Vor Sonnenuntergang – Regie: Heinz-Günter Stamm
- 1963: Das fahle Pferd – Regie: Rolf von Goth
- 1963: Jahrmarkt der Träume – Regie: Rolf von Goth
- 1964: Glocken des Todes – Regie: Rolf von Goth
- 1964: Der arme tote Herr – Regie: Heinz-Günter Stamm
- 1964: Das Pferd der Griechen – Regie: Hans Bernd Müller
- 1965: Der kreidebleiche Soldat – Regie: Heinz-Günter Stamm
- 1965: Kleine Chronik der Osterwoche – Regie: Heinz von Cramer
- 1965: Von Hoffnung zu Hoffnung – Regie: Heinz-Günter Stamm
- 1966: Pumuckl und das Schloßgespenst – Regie: Jan Alverdes
- 1966: Der Spielmann – Regie: Walter Ohm
- 1967: Eduard von Keyserling: Abendliche Häuser – Regie: Fritz Schröder-Jahn (BR)
- 1967: Liebe undsoweiter – Regie: Siegfried Niemann und Rolf von Goth
- 1969: Peer Gynt (nach Henrik Ibsen) – Regie: Heinz-Günter Stamm
- 1969: Übergang – Regie: Rolf von Goth
- 1971: Aus unserem Gästebuch: Fritz Rasp-Erinnerungen an einen Schauspieler – Regie: Jo Hanns Müller
- 1971: Der kleine Lord geht um – Regie: Heiner Schmidt
- 1972: Die Katzen des Dr. Watson – Regie: Heinz von Cramer
- 1972: Pankrazius Graunzer – Regie: Heinz-Günter Stamm
- 1972: Der Pudel mit der Löwenmähne – Regie: Otto Kurth
- 1973: Troilus und Cressida (The Tragedy of Troylus and Cressida) (nach William Shakespeare) – Regie: Peter Michel Ladiges
- 1973: Gesprochene Architektur der Angst – Regie: Peter Michel Ladiges
- 1973: Hilda – Regie: Peter Michel Ladiges
- 1973: Wie man nicht pensioniert wird – Regie: Friedrich Scholz
- 1975: Die Reise der drei alten Männer – Regie: Otto Düben
- 1976: Das Zaubermädchen – Regie: Heinz von Cramer
- 1976: San Pedro Claver – Regie: Peter Michel Ladiges
- 1976: Die Laute. Die Wand – Regie: Horst H. Vollmer
- 1976: Mord am Lietzensee – Regie: Jörg Jannings
- 1976: Das Minarett, das zum Mond fliegt – Regie: Otto Düben
- 1976: Die Ballade von den Hoffnungen der Väter – Regie: Hans Gerd Krogmann